# Football Champions
Football Champions è un gioco di carte collezionabili di calcio.
Le carte si dividono in carte calciatore e carte Azione. Le carte calciatore (difensori, centrocampisti e attaccanti) hanno dei valori di rapidità, tackle, tiro, classe e colpo di testa, mentre parata, rigori e classe per i portieri inoltre tutti i calciatori potranno avere fino a due abilità speciali. Altro dettaglio utile al gioco i punti, ogni squadra avrà un massimo di 1100 punti nell'espansione 2001/02, mentre dall'espansione 2004/05 il limite di punti aumenta a 1300.
Ogni giocatore ha a disposizione 17 carte calciatore dove 11 saranno i titolari da mettere in gioco e 6 saranno le possibili sostituzioni, e 25 carte azione più altre 6 carte azione di sideborard.
Il gioco finisce quando un giocatore finisce le carte in azione e dal lancio del dado esce un numero pari o inferiore a 3.
Abilità speciali
Astuzia: Un calciatore con la palla può diblare ottenendo un 5 o più dal lancio di un dado.
Attacco: Se durante un contrasto per la palla il tuo calciatore ha la palla, il giocatore avversario dovrà scartare una carta azione dalla propria mano a sua scelta prima di ogni altra azione.
Carisma: Se il tuo calciatore vince un contrasto per la palla puoi riprendere una carta azione rossa o verde con almeno 2 frecce dalla tua pila degli scarti oppure puoi mettere una carta azione ritmo dal gioco nella pila degli scarti.
Difesa: Se durante un contrasto per la palla il tup calciatore non ha la palla, il calciatore avversario dovrà scartare una carta azione dalla propria mano a sua scelta prima di ogni altra azione.
Fascia destra: Se il tuo calciatore si trova nella fascia destra durante un contrasto per la palla otterrà +1 in tutte le sue abilità.
Fascia sinistra: Se il tuo calciatore si trova nella fascia sinistra durante un contrasto per la palla otterrà +1 in tutte le sue abilità.
Freccia corsa: Il calciatore potrà spostarsi nella direzione della freccia anche senza che da un dado esca 4 o più.
Paratutto: se il calciatore avversario tira in porta senza usare una freccia di una carta azione, il tuo portiere otterrà +2 in parata.
Passaggio: Se un calciatore con questa abilità passa la palla il giocatore avversario non potrà muovere i suoi calciatori con il lancio del dado ma solo con la freccia di una carta azione o per effetto dell'abilità Freccia corsa.
Resistenza: Durante un contrasto per la palla se il giocatore avversario ottiene un 6 dal lancio del dado il calciatore che ha partecipato al contrasto quel calciatore otterrà un segnalino affaticamento (-1 in tutte le sue abilità).
Spirto indomito: Se la tua squadra sta perdendo il tuo calciatore otterrà +1 in tutte le sue abilità.

## Edizioni
Football Champions è stato pubblicato in 3 nazioni differenti durante la prima stagione (2001-2002), 2 nazioni durante la seconda stagione (2002-2003) e una nazione durante la terza e la quarta stagione (2003-2004 e 2004-2005).
| Stagione | Edizione                  | Numero giocatori |
| -------- | ------------------------- | ---------------- |
| 2001-02  | Francia base              | 230              |
| 2001-02  | Francia Calciomercato     | 105              |
| 2001-02  | Inghilterra base          | 250              |
| 2001-02  | Inghilterra calciomercato | 125              |
| 2001-02  | Italia base               | 230              |
| 2001-02  | Italia Calciomercato      | 100              |
| 2002-03  | Inghilterra base          | 105              |
| 2002-03  | Italia base               | 107              |
| 2002-03  | Italia calciomercato      | 115              |
| 2003-04  | Italia base               | 100              |
| 2003-04  | Italia calciomercato      | 80               |
| 2004-05  | Italia base               | 150              |
| 2004-05  | Italia calciomercato      | 80               |